# Ida Cæcilie Rasmussen
Ida Cæcilie Rasmussen (født 18. september 1984) er en dansk sangerinde og skuespillerinde.

## Uddannelse og karriere
Som 18-årig flyttede hun til København og dannede bandet Atoi.
I 2005 besluttede Rasmussen at søge ind på Danmarks tre skuespillerskoler, hvor hun efter tre afslag kom ind på Statens Teaterskole ved skuespillerlinjen i Odense. Hun blev færdig i 2012 og tilknyttet freelancer på Det Kongelige Teater i fem år, hvor hun spillede med i Bunny Munro (2012-14), White Girl (2013), Roskilde Moments (2013-14), Erasmus Montanus (2014) og operaen Sol går op, Sol går ned (2015).
I 2015 medvirkede hun derudover i Aveny-T og Aarhus Teaters John Lennon-teaterkoncert Imagine.
Hun har også uddannet sig ved Syddansk Musikkonservatorium. I 2016 modtog hun et arbejdslegat fra Georg Philips Fond.
Rasmussen har desuden lavet en monologrække for Statens Museum for Kunst, indtalt lydbøger og undervist. I 2018 medvirkede hun i forestillingerne Med mig selv i mine arme og Selvmordets anatomi på Teater Republik.

## Privatliv
Rasmussen er efter eget udsagn opvokset i et ”striktrøjehjem”, der var præget af historiefortælling og nysgerrighed. Hendes forældre var arkæologer, og deres arbejde medførte, at de bosatte sig på Marshalløerne i en periode af hendes barndom.

## Filmografi

### Film
| År   | Film                   | Rolle       | Instruktør             | Noter    |
| ---- | ---------------------- | ----------- | ---------------------- | -------- |
| 2000 | Mesteren               | Kvinde      | Martin Andersen        | Kortfilm |
| 2013 | En maler               | Kvinde      | Hlynur Palmason        | Kortfilm |
| 2014 | Tantalus               | Studine     | Malik Thomas           | Kortfilm |
| 2015 | Mennesker bliver spist | Maria       | Erik Clausen           |          |
| 2016 | In the Dark Room       | B           | Anna Maria Helgadottir | Kortfilm |
| 2017 | Nyforelsket            | Medvirkende | Ville Gideon Sörman    | Kortfilm |
| 2019 | Blurred Vision         | Elisa       | Ivan Elmer             |          |

### Tv-serier
| År   | Film               | Rolle         | Instruktør       | Noter                                                                                       |
| ---- | ------------------ | ------------- | ---------------- | ------------------------------------------------------------------------------------------- |
| 2014 | Kødkataloget       | Maja          | Tea Lindeburg    | 5 episoder                                                                                  |
| 2015 | Klaes the Roommate | Ida           |                  |                                                                                             |
| 2015 | Banken: New Normal | Sara-Sofie    |                  | Episode: "Boliglånet"                                                                       |
| 2017 | Herrens Veje       | Karen         | Søren Balle      | Episode: "Den, som går forbi sin næste, går også forbi Gud"                                 |
| 2018 | Herrens Veje       | Sygeplejerske | Louise Friedberg | Episode: "Lad de små børn komme til mig, det må I ikke hindre dem i for Guds rige er deres" |